# Фиктивная автобусная остановка

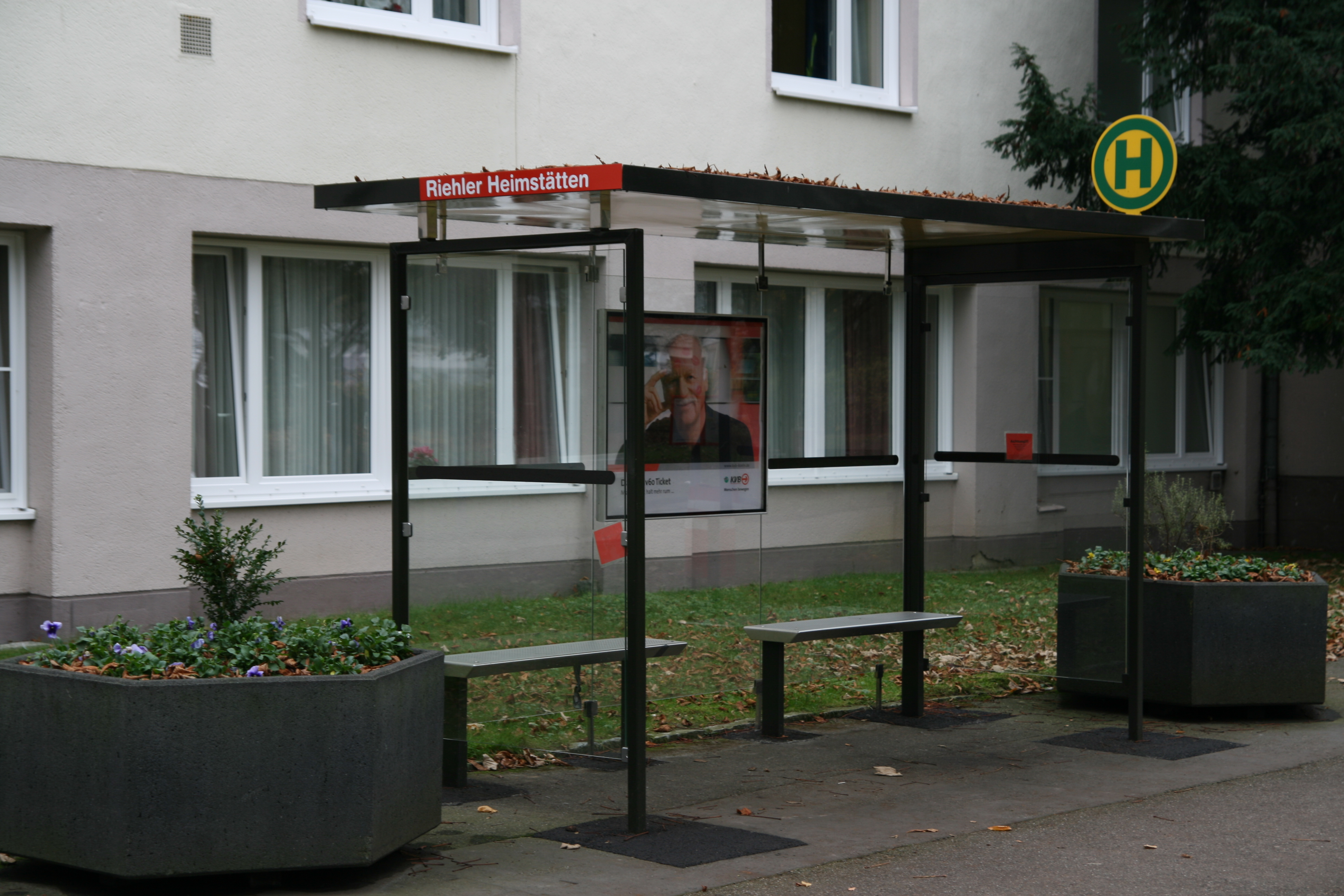
Фиктивная автобусная остановка в Кёльне

Фиктивная автобусная остановка (нем. Scheinbushaltestelle), также фантомная остановка или псевдоостановка — сооружение, являющееся по виду обычной остановкой городского автобуса, не используемое в качестве места посадки и высадки пассажиров общественного транспорта и порой вообще находящееся не у проезжей части. Такие остановки обычно снабжены соответствующим дорожным знаком и табличкой расписания несуществующего или не останавливающегося в этом месте маршрута; на некоторых из них есть скамья.
Фиктивные автобусные остановки устанавливаются на территории или рядом с домами престарелых или другими клиниками, где содержатся люди, страдающие деменцией (например, вызванной болезнью Альцгеймера). У таких больных бывают нарушения памяти, при этом они могут испытывать стремление к перемене мест, беспокойное желание куда-либо возвратиться.
Велика вероятность того, что, уйдя из стационара, пожилой пациент останется на фиктивной остановке ждать автобус в уверенности, что он сможет оттуда уехать. Здесь его может обнаружить или догнать медицинский работник. Пациент к этому времени либо забудет о своём желании, либо его смогут вернуть назад. Возможна и другая ситуация: человек в процессе побега сам испугается и передумает; тогда, обнаружив остановку, он останется на ней в расчёте, что здесь его скорее найдут. Иногда, обнаружив себя на остановке, пациент решает, что он уже вернулся откуда-то на автобусе, и сам возвращается в палату.
Таким образом, ложная автобусная остановка является превентивным средством обеспечения безопасности людей, дезориентированных в окружающей обстановке. Испытывающий тревогу пациент может уйти днём или ночью, — потеряться, замёрзнуть или попасть под машину; остановка — одна из мер, снижающих эти риски.
Тем не менее серьёзные научные исследования эффективности этого инструмента никем не проводились. Отмечается, что долгое ожидание автобуса заставляет пациента нервничать. Кроме того, «путешествие до остановки» может отложиться в сознании больного как успешное, что закрепит его установку на побег. Иные критики считают фиктивные остановки неэтичными, унижающими достоинство пациента.
Фиктивные автобусные остановки первоначально появились в Германии. Самую первую из них установили в качестве эксперимента близ клиники Landhaus Laspert в Ремшайде в 2006 году. Уже десятки подобных сооружений используются в Шверине, Ростоке, Дюссельдорфе, Гамбурге и других немецких городах. В Мербуше фиктивную остановку сделали прямо в холле больницы Святого Маврикия. Практика постепенно распространяется и на другие страны — известны фиктивные остановки в Польше и Белоруссии. Так, в Варшаве недалеко от Центра Альцгеймера установили фиктивную автобусную остановку, чтобы помочь пациентам центра.
Такая остановка описана в изданной в Германии детской книге «Die wilden Zwerge 05: Weihnachtssingen», вышедшей осенью 2009 года. Госпожа Вайнманн, страдающая деменцией, регулярно ходит на автобусную остановку, думая, что идёт в школу.